# 法住
法住（ほうじゅう、享保8年5月6日（1723年6月8日） - 寛政12年5月10日（1800年7月1日））は、真言宗豊山派の第32代能化であり、八指摩業を定め豊山派の学問隆盛に努めた。

## 生涯
法住は、享保8年（1723年）5月6日に大和国（奈良県）に生まれ、16歳で得度した。
18歳の時に法隆寺の任山について沙弥戒をうけ、19歳の時に豊山の無等について教相事相を学んだ。しかし、なお疑念が残ったので、25歳の時、他の学問をしようと京都に入り、三論を戒月に、性相を華開院湛然に、『大日経疏』を智積院浄空に学んだ。さらに、東大寺性善に3年ついて密乗を研鑽し、さらに京都久修園祢契にしたがって、『四分戒本』と南山の『行事鈔』を習った。
安永9年（1780年）に根来山の左学頭になり、寛政3年（1791年）に豊山能化に就任、寛政8年（1796年）に退き、寛政12年（1800年）5月10日に他界した。

## 業績
法住は、寛政3年（1791年）3月に根来山左学頭から豊山小池坊の能化に昇進し、4月10日に入山就任した。これ以後、彼はひたすら豊山教学の発展に考えをめぐらせて、同年6月10日には、学業に努める法案を山内に募り、同9月12日には、この案をまとめて「十指摩業」という原案ができたが、はじめてであるからという理由で五指摩業という形で行われた。ところが、五指でははじめの目的が達せられなくなったために、翌年に八指摩業に改められ、寛政5年（1793年）9月に、八指摩業が制定され、豊山派の学問隆盛の元を創った。

## 主な著作
- 『秘密因縁管弦相成義』
- 『金七十論疏』